# The Vanishing of Ethan Carter
The Vanishing of Ethan Carter (укр. Зникнення Ітана Картера) — однокористувацька пригодницька відеогра з елементами детективу та трилеру, розроблена польською компанією The Astronauts та видана в 2014 році.
Головний герой — детектив з паранормальними здібностями Пол Просперо, який прибув у маленьке містечко для розслідування зникнення маленького хлопчика Ітана Картера. Знаходячи речові докази, детектив намагається з'ясувати що за дивна історія сталася з Ітаном.
Гру було перенесено на оновлений рушій Unreal Engine 4 для PlayStation 4 в липні 2015 року.

## Ігровий процес
Гравець, переміщуючись локаціями, розшукує різні предмети, читає знайдені записки та вирішує головоломки. В будь-який момент можна перейти із однієї локації до іншої. Іноді потрібно використовувати надприродні здібності детектива, щоб виявити шуканий предмет, або дізнатися хід минулих подій. Доторкнувшись до предмета чи трупа, детектив може бачити події, які відбувалися з ним у минулому, але для цього повинен пронумерувати отримані примарні образи в хронологічному порядку. В міру виконання розслідування отримуються нові записки з підказками і просувається сюжет.

## Сюжет
Пол Просперо, детектив, який може бачити минуле, отримує від хлопчика Ітана Картера лист з проханням приїхати до містечка Ред-Крік-Веллі, де його хочуть принести в жертву якомусь «Сплячому». Пол приходить в Ред-Крік-Веллі крізь тунель та опиняється в лісі. Він знаходить в цій живописній місцині докази убивств, як плями крові та частини людських тіл. Вивчаючи докази і минуле за допомогою своїх паранормальних здібностей, Пол повинен зрозуміти що за події відбувалися в містечку і врятувати Ітана.
Детектив знаходить записки Ітана з дивними історіями. Першою стає історія про старця, який пив сік дерев. Коли в його селі почалася пожежа, всі жителі загинули, крім старця, який був у лісі. Після цього Просперо знаходить вирізку з газети з новиною про пожежу, в якій загинула дружина літнього чоловіка, спричинена його недопалком. Також детектив добуває вирізку з новиною про судову тяганину сім'ї Вандегриффів з дивними вимогами, як то уникати спадкоємцям будинку біля озера.
Далі Пол Просперо отримує історію про звіра, який бачив у лісі світло, та спостерігає в лісі астронавта, який біжить до капсули і відлітає на ній в космос.
Детектив натрапляє на будиночок Теда з самогонним апаратом та читає історію про чаклуна, що робив зілля для бачення майбутнього. Селяни задумали убити чаклуна, але той наперед знав про це і втік.
Біля дамби Пол підпадає під вплив відьми, яка задає різні питання. Результатом стає історія про жінку, якій відьма навіщувала народження сина, але жінка, народивши, стала негарною. Її син попросив для матері красу — відьма виконала прохання, але син щез.
Після цього детектив спускається в шахту, в якій знаходить повідомлення про незавершений ритуал. Уникаючи ходячого мерця, Пол дістається до місця проведення ритуалу та підбирає символи (крім одного) для його завершення. Шахту затоплює, детектив спостерігає чудовисько в воді, після чого отримує нову записку. Там ідеться про шахтарів, які знайшли книгу Некрономікон, з допомогою якої вирішили прикликати чудовисько, яке затопить світ. Один з них завадив ритуалу та убив решту, за що чудовисько прокляло його.
Подорожуючи околицями містечка, Пол віднаходить образи минулого. В них він бачить як сім'ю Ітана підкорила своїй волі істота Сплячий: матір Міссі, старшого брата Тревіса і дядька Чеда. Дід Ед і дядько Чед якийсь час протистояли Сплячому, але також стали його маріонетками.
Пол знаходить образи того як Ітан знайшов у будинку Вандегриффів кімнату зі Сплячим і потривожив його. Ітан поставив собі за ціль спалити кімнату та побороти таким чином зло, та після численних спроб рідних вбити його зазнав невдачі — дід закрив внука в кімнаті зі Сплячим. Ітан все-одно підпалив кімнату, відтак задихнувся.
Зіставивши зібрані дані, Пол розуміє, що всі історії були фантазіями помираючого в реальності при пожежі Ітана, засновані на спогадах про його сім'ю: діда-алкоголіка, брата, котрий не розумів його мрій і т. д. Фантазією є і сам Пол Просперо. Детектив знаходить фантазії останніх хвилин життя хлопчика і з'являється перед ним. Ітан дивується появі своєї вигадки та говорить, що хоче завершити історію Пола. Той відповідає, що його історія скінчилася, а далі почнеться інша.

## Міні-комікс
Розробниками був також випущений приквел до гри у вигляді міні-коміксу. Перекладена версія має назву «The Letter» (укр. Лист).

## Оцінки й відгуки
Гра здобула на агрегаторі Metacritic середню оцінку 82/100 у версії для ПК, 81/100 для PlayStation 4, 77/100 для Xbox One.
Щон Макінніс із GameSpot зазначив про просте й захопливе вирішення головоломок, цікавий загадковий сюжет, винятково деталізоване довкілля та непередбачуване і вдале поєднання багатьох тем. Водночас було розкритиковано систему автоматичних збережень, яка діє не цілком зрозуміло. «The Vanishing of Ethan Carter таємнича й непередбачувана, але зграбна. Тут є тематичний зв'язок, який пов'язує все — від занедбаного стану кожної будівлі до мальовничих краєвидів, що забезпечують неясне відчуття надії перед усім цим занепадом. Все завершується потужним кінцем, який фактично наказує зіграти ще раз, аби зрозуміти всі підказки та передвіщення, які ви, можливо, пропустили першого разу».
Згідно з Філліпом Колларом з Polygon, «Це свідчення, що існують оповіді, які ігри можуть робити найкраще, а також доказ того, що ігри можуть працювати з історією, яку не потрібно ускладнювати або перебільшувати — за винятком паранормальних здібностей головного героя. Якщо у вас є три-чотири години, щоб зайнятися нею і якщо вас турбує майбутнє ігор як носіїв оповіді, Ethan Carter — обов'язкова аби зіграти».
Марті Сліва з IGN вказав на те, що довкілля в The Vanishing of Ethan Carter одне з найгарніших з-поміж усіх відеоігор взагалі, а сюжет подається незвичайним чином, зокрема й через вигляд навколишніх предметів, а світ гри з його головоломками детально опрацьований, за винятком шахти, з проходженням якої можуть виникнути труднощі.

### Нагороди
Гра The Vanishing of Ethan Carter отримала нагороду «Найкраща гра» в номінації «Ігрова інновація» від British Academy Games Awards (BAFTA) в 2015 році.